# رأفت الهجان
رأفت الهجان (۱ ژوئیهٔ ۱۹۲۷ – ۳۰ ژانویهٔ ۱۹۸۲) اسم رمز شهروندی مصری به نام رفعت علی سلیمان الجمال بود که بر اساس اعلام اطلاعات مصر به دستور این وزرات با نقشه‌ای از پیش برنامه‌ریزی شده در ژوئن ۱۹۵۶ به اسرائیل فرستاده شد. این شخص توانست نهادهای کلان و موفق تجارتی را در تل‌آویو برپا سازد و به شخصیتی بارز در اجتماع اسرائیل بدل شود. طبق روایت مصر الهجان سالیان متمادی در پشت پرده شرکت گردشگری، برای اطلاعات مصر جاسوسی می‌کرده است و اطلاعات سرنوشت سازی از این کشور در اختیار مصر قرار داده است، از جمله آن اطلاعات، زمان وقوع جنگ شش‌روزه و نقش فعال در آمادگی مصر در جنگ یوم کیپور با در اختیار قرار دادن معلومات مفصل از خط برلیو بود. این روایت و عملیات لرزه شدیدی بر پیکره اسطوره‌ای موساد و دشواری نفوذ به آن انداخت و پس از آن الهجان به عنوان قهرمان ملی در مصر به‌شمار رفت که ۱۷ سال با موفقیت داخل اسرائیل فعالیت کرد. در مصر در مورد الهجان سریال تلویزیونی که به زندگی‌اش پرداخت پخش شد که نقش او را هنرمند مصری محمود عبد العزیز بازی کرد.
از طرف دیگر واکنش رسمی موساد در آغاز چنین بود که «این معلوماتی که اطلاعات مصر آن را پخش کرده است جز بافته‌ای از تخیل و داستانی پرابهام نیست و باید مصریان به موفقیتشان در خلق این داستان افتخار کنند». اما تحت فشار روزنامه‌نگاران اسرائیلی، رئیس پیشین موساد، ایسر هارئیل، تصریح کرد «قسمت‌های مرتبط به هک قوی در قسمت‌های اصلی اطلاعات اسرائیل آگاهی یافته بودند اما اصلاً به جاک بیتون که اسم اسرائیلی الهجان است شک نکرده بودیم». روزنامه‌های اسرائیلی از سال ۱۹۸۸م تلاش کردند که از صحت اخبار الهجان یا بیتون یا الجمال پرده بردارند، سرانجام روزنامه اسرائیلی جروزالم پست خبری منتشر کرد که در آن اخبار راجع به الهجان را تأیید کرد. در این اخبار آمده بود که جاک بیتون یا رفعت جمال، شخصی یهودی مصری متولد منصوره متولد ۱۹۱۹ بود و سال ۱۹۵۵ به اسرائیل رسید و آخرین بار ۱۹۷۳ این کشور را ترک کرد. این روزنامه در ادامه می‌نویسد که او توانست در زمان حضورش با تعداد زیادی از رهبران اسرائیلی روابط دوستی برقرار کند که نخست‌وزیر گلدا مئیر و وزیر دفاع موشه دایان از این جمله بود. پس از چند سال دو روزنامه‌نگار اسرائیلی به نام‌های ایتان هابر و یوسی ملمن کتابی به نام «جاسوس‌ها» منتشر کردند و در آن جزئیاتی که از شخصیت الهجان در مصر منتشر شده بود را صحیح و دقیق توصیف کرده بودند اما به نظر این دو نویسند معلوماتی که در مصر منتشر شده بود کامل نبود و او به اسرائیل نیز خدمت کرده بود بدین ترتیب طبق نظر آن دو نویسنده الهجان یا بیتون تنها جاسوس خدمتگزار مصر نبود.

## اوایل زندگی

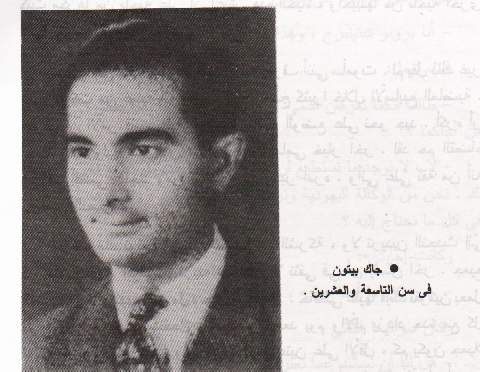
جاک بیتون در بیست و نه سالگی.

رفعت علی سلیمان الجمال در «دمیاط» هنگام پادشاهی مصر بتاریخ ۱ ژوئیه ۱۹۲۷ متولد شد. پدرش به تجارت زغال‌سنگ مشغول بود اما مادرش خانه‌دار بود و جزء خانواده‌ای تحصیل کرده بود چنانچه به دو زبان انگلیسی و فرانسوی آگاه بود. او دارای دو برادر تنی لبیب و نزیهه و یک برادر ناتنی به نام سامی بود. در سال ۱۹۳۶ هنگامی که رأفت در سنین نوجوانی بود پدرش «علی سلیمان الجمال» می‌میرد و برادر ناتنی‌اش «سامی» تنها سرپرست خانه بود و کار او آموزش زبان انگلیسی به برادر شاه‌بانو «فریدة» بود. پس از مدتی خانواده به‌طور کامل به قاهره نقل مکان کردند تا فصل جدیدی از زندگی رأفت آغاز شود.

## مهم‌ترین فعالیت‌ها
- آگاهی دادن به مصر از زمان وقوع حمله بریتانیا، فرانسه و اسرائیل به مصر اما دولت مصر آن را جدی نگرفت.
- آگاهی دادن به مصر در مورد زمان وقوع جنگ شش‌روزه در سال ۱۹۶۷ اما چون معلومات دیگری می‌گفت که هدف سوریه است به آن توجه نشد.
- آگاهی دادن به مصر از نیت اسرائیل برای آزماش هسته‌ای و آزمایش چند اسلحه مدرن دیگر.
- در اختیار قرار دادن اطلاعات گوناگون که به موفقیت مصر در جنگ اکتبر کمک کرد.
- او دارای روابط صمیمانه‌ای با موشه دایان، عزر وایزمن، شواب و داوید بن گوریون بود.